# Maleisisch Open 2014
Het Maybank Maleisisch Open van 2014 wordt op de Kuala Lumpur Golf & Country Club gespeeld. Het golftoernooi telt mee voor de ranking van de Europese Tour (R2D) en de Aziatische Tour (ATR). Het prijzengeld is $ 2.750.000. 

In 2013 werd het toernooi op dezelfde baan gewonnen door Kiradech Aphibarnrat met een score van -13, nadat het toernooi wegens onweer tot 54 holes was ingekort. Zijn coach was toen Natpasit Chokthanasart, maar de 58-jarige Thai is in december 2013 overleden. Zijn nieuwe coach, Pompetch Saraputti, heeft hem aangeraden iets in zijn swing te veranderen.

## Verslag
Er doen 156 spelers mee, waarvan 67 van de Aziatische Tour. Er staan een Nederlander en twee Belgen op de startlijst. Amateur Gavin Kyle Green eindigde in 2013 op de 22ste plaats, en was daarmee de beste Maleisische speler. Hij staat voor de aanvang van dit toernooi op nummer 30 van de wereldranglijst. 

### Ronde 1
Ronde 1 is door storm onderbroken, 43 spelers moesten de ronde vrijdag afmaken. Lee Westwood bleef aan de leiding met -6. Nicolas Colsaerts begon mooi met een rond van -6 en een tweede plaats terwijl Thomas Pieters een moeizame ronde met vijf bogeys maakte.

### Ronde 2
Lee Westwood verruimde zijn voorsprong en Colsaerts hield vast aan zijn 2de plaats; Thomas Pieters had een uitstekende ronde van 67 en steeg ruim 70 plaatsen op het klassement. Robert-Jan Derksen behoorde bij de 12 spelers die nog net de cut haalden.

### Ronde 3
Hoewel Lee Westwood aan de leiding bleef, gaat hij met slechts 1 slag voorsprong de laatste ronde in. Zijn landgenoot Andy Sullivan scoorde in ronde 3 vijf slagen minder dan Westwood en kwam op een totaal van -13. Masahiro Kawamura is de enige speler van de Aziatische Tour die in de top-10 staat.

### Ronde 4
Spelonderbreking wegens onweer in Kuala Lumpur. Er werd op twee tees gestart, de laatste groep moest nog zeven holes spelen. Westwood had op dat moment 4 slagen voorsprong op Danny Willett en Andy Sullivan.

Na de herstart maakte Westwood nog twee birdies en won hij het toernooi met een totaalscore van -18. Het was zijn 40ste overwinning sinds hij professional werd. Colsaerts eindigde op -11 en werd 2de samen met Louis Oosthuizen en Bernd Wiesberger. Andy Sullivan verloor na de herstart vijf slagen en zakte weg naar de 13de plaats. Thomas Pieters eindigde voor het eerst in de top-10 op de Europese Tour.
- Scores

| Naam               | R2D | ATR | OWGR | Score R1 | Score R1 | Nr  | Score R2 | Score R2 | Totaal | Nr  | Score R3 | Score R3 | Totaal | Nr  | Score R4 | Score R4 | Totaal | Nr  |
| ------------------ | --- | --- | ---- | -------- | -------- | --- | -------- | -------- | ------ | --- | -------- | -------- | ------ | --- | -------- | -------- | ------ | --- |
| Lee Westwood       | 28  |     | 36   | 65       | -7       | 1   | 66       | -6       | -13    | 1   | 71       | -1       | -14    | 1   | 68       | -4       | -18    | 1   |
| Nicolas Colsaerts  | =   |     | 131  | 66       | -6       | 2   | 69       | -3       | -9     | T2  | 72       | par      | -9     | 4   | 70       | -2       | -11    | 2   |
| Julien Quesne      | 73  |     | 138  | 68       | -4       | T5  | 69       | -3       | -7     | T5  | 69       | -3       | -10    | 3   | 72       | par      | -10    | T5  |
| Thomas Pieters     | 199 |     | 1136 | 75       | +3       | T97 | 67       | -5       | -2     | T25 | 69       | -3       | -5     | T18 | 68       | -4       | -9     | T8  |
| Anirban Lahiri     |     | 4   | 107  | 72       | par      | T61 | 72       | par      | par    | T58 | 66       | -6       | -6     | T14 | 70       | -2       | -8     | T10 |
| Masahiro Kawamura  |     | 5   | 197  | 68       | -4       | T5  | 70       | -2       | -6     | T8  | 70       | -2       | -8     | T5  | 73       | +1       | -7     | T13 |
| Andy Sullivan      | 30  |     | 226  | 70       | -2       | T18 | 67       | -5       | -7     | T5  | 66       | -6       | -13    | 2   | 78       | +6       | -7     | T13 |
| Ricardo Santos     | 96  |     | 240  | 67       | -5       | T3  | 71       | -1       | -6     | T8  | 70       | -2       | -8     | T5  | 74       | +2       | -6     | T18 |
| Michael Hoey       | 36  |     | 206  | 67       | -5       | T3  | 73       | +1       | -4     | T13 | 73       | +1       | -3     | T31 | 69       | -3       | -6     | T18 |
| Antonio Lascuna    | =   |     | 327  | 70       | -2       | T18 | 65       | -7       | -9     | T2  | 77       | +5       | -4     | T23 | 71       | -1       | -5     | T24 |
| Robert-Jan Derksen | 81  |     | 223  | 72       | par      | T51 | 73       | +1       | +1     | T62 | 75       | +3       | +4     | T65 | 72       | par      | +4     | T60 |

| Leider |  | Toernooirecord |  | MC = missed cut = cut gemist |  | R2D |  | ATR=Asian Tour Ranking |  | OWGR |

## Spelers
| Europese Tour - Felipe Aguilar - Grégory Bourdy - Rafa Cabrera Bello - Michael Campbell - Alejandro Cañizares - Paul Casey - Nicolas Colsaerts - Robert-Jan Derksen - David Drysdale - Simon Dyson - Tommy Fleetwood - Marcus Fraser - Ricardo Gonzalez - JB Hansen - Grégory Havret - Michael Hoey - David Horsey - David Howell - Mikko Ilonen - Raphaël Jacquelin - Scott Jamieson - Jin Jeong - Simon Khan - Maximilian Kieffer - Søren Kjeldsen - Jbe' Kruger - Pablo Larrazábal - Craig Lee - Thomas Levet - Shane Lowry - Morten Ørum Madsen - Matteo Manassero (2011) - Francesco Molinari - Garth Mulroy - Thorbjørn Olesen - Louis Oosthuizen (2012) - John Parry - Eddie Pepperell - Julien Quesne - Alvaro Quiros - Richie Ramsay - Eduardo de la Riva - Robert Rock - Brett Rumford - Ricardo Santos - Marcel Siem - Jeev Milkha Singh - Graeme Storm - Simon Thornton - Peter Uihlein - Justin Walters - Marc Warren - Lee Westwood - Bernd Wiesberger - Danny Willett - Chris Wood | Aziatische Tour - Kiradech Aphibarnrat (2013) - Seuk-hyun Baek - Scott Barr - Gaganjeet Bhullar - Gunn Charoenkul - SSP Chowrasia, ATR-8 - Javier Colomo - Sam Cyr - Adilson Da Silva - Andrew Dodt - Bryce Easton - Nicholas Fung - Rahil Gangjee - Joonas Granberg - Scott Hend - Berry Henson - Thongchai Jaidee (2004, 2005) - Jazz Janewattananond - Pariya Junhasavasdikul - Anthony Kang (2009) - Sung-hoon Kang - Shiv Kapur - Rikard Karlberg, ATR-6 - Daisuke Kataoka - Masahiro Kawamura - Rashid Khan, ATR-T1 - Chan Kim - Gi-whan Kim - Jason Knutzon - Masanori Kobayashi - Chiragh Kumar - Anirban Lahiri - Antonio Lascuña - In-Woo Lee - Richard T Lee, ATR-T1 - Wen-chong Liang - Wen-tang Lin - David Lipsky - Wei-chih Lu - Mardan Mamat - Prayad Marksaeng - Prom Meesawat - Joong-kyung Mo - Chapchai Nirat - Wade Ormsby - Unho Park - Mithun Perera - Chinnarat Phadungsil - Carlos Pigem, ATR-5 - Terry Pilkadaris - Panuphol Pittauarat - Chawalit Plaphol, ATR-4 - Kieran Pratt - Angelo Que - Siddikur Rahman, ATR-3 - Himmat Rai | - Jyoti Randhawa - Boonchu Ruangkit - Digvijay Singh - Elmer Salvador - Matt Stieger - Namchok Tantipokhakul - Chi-huang Tsai - Arnond Vongvanij - Thaworn Wiratchant - Wei-tze Yeh Voormalige winnaars - Arjun Atwal (2008) - Alastair Forsyth (2002) - Peter Hedblom (2007) Regionale Orders of Merit - Kemarol Bagarin - Danny Chia - Wilson Choo - Kenneth De Silva - Shaaban Hussin - Ben Leong - S Murthy - Airil Rizman - S Sivachandran - Iain Steel Invitaties - Rizal Amin - Arie Irawan Fauzi - Soren Hansen - Iylia Jamil - Kheng Hwai Khor - Shaifubari Muda - R Nachimuthu - Sukree Othman - Thomas Pieters - Garrick Porteous Voormalige winnaars - Arjun Atwal (2008) - Alastair Forsyth (2002) - Peter Hedblom (2007) Amateurs - Mohd Wafiyuddin Manaf - Ervin Chang - Solomon Emilio Rosidin - Gavin Kyle Green (WAGR 24) |